# Istrien-Cup
Der Istrien-Cup (engl.: Istria Women's Cup) ist ein weniger beachtetes internationales Fußballturnier für Frauenfußballmannschaften. Das Turnier wurde  von 2013 – zunächst als Slavic Cup 2013 – bis 2017 und 2019 jeweils im Frühjahr parallel zum bedeutenderen Algarve-Cup und dem Zypern-Cup, an denen zumeist stärkere Mannschaften teilnehmen, im kroatischen Istrien ausgetragen.
Das Turnier ist ein Einladungsturnier und wird vom kroatischen Verband Hrvatski nogometni savez organisiert.
Bisher konnte keine Mannschaft mehr als einmal das Turnier gewinnen. Polen und die Slowakei waren die ersten Mannschaften, die sich zweimal unter den ersten Vier platzieren konnten. 2017 konnte die Slowakei nach drei zweiten Plätzen erstmals das Turnier gewinnen und führt nun die Rangliste an.  Gastgeber Kroatien ist auch einzige Mannschaft, die an allen bisherigen Austragungen teilnahm.

## Spielorte
Spielorte waren bisher Buje/Novigrad (City Stadium Buje), Poreč (Veli Jože), Rovinj (Valbruna) Rovinj (Field Rovinjsko Selo) und Umag (City stadium Umag (Stella Maris complex)), in Istrien an der Adria.

## Modus
Bei den ersten beiden Auflage 2013 und 2014 spielten sechs Teams in zwei Dreier-Gruppen, 2015 waren es wie bei den beiden parallel dazu stattfindenden Turnieren zwölf Mannschaften und 2016 wie dort nur acht. Zuerst spielen die Teams in ihrer Gruppe jeder gegen jeden um die Platzierung. Dabei ist zunächst die beste Punktzahl, dann der direkte Vergleich und erst danach die Tordifferenz für die Platzierung entscheidend. Danach fanden 2013 und 2015 Platzierungsspiele statt. Steht es nach der regulären Spielzeit der Platzierungsspiele unentschieden, folgt im Anschluss ein Elfmeterschießen. Da die Spiele von der FIFA als Freundschaftsspiele gewertet und als solche auch bei der Berechnung der FIFA-Weltrangliste berücksichtigt werden, dürfen bis zu sechs Spielerinnen ausgewechselt werden.

## Erstteilnahmen
Bei den bislang sechs Turnieren gibt es insgesamt 21 Teilnehmer, wobei Polen und Ungarn sowohl mit der A-Nationalmannschaft als auch der U-19 bzw. B-Mannschaft antraten. Frankreich nahm nur mit der B-Mannschaft und die USA mit der U23-Mannschaft teil. Die Spiele gegen diese Mannschaften werden von der FIFA nicht als A-Länderspiele gezählt und tauchen daher nicht in deren Statistiken auf. Die nachfolgende Übersicht zeigt, bei welcher Austragung welches Land erstmals teilnahm (Anzahl der Teilnahmen in Klammern, Stand: 2019):
| Jahr | Erstteilnehmer              | Erstteilnehmer        | Erstteilnehmer       | Erstteilnehmer       |
| ---- | --------------------------- | --------------------- | -------------------- | -------------------- |
| 2013 | Bosnien und Herzegowina (2) | Kroatien (4)          | Russland (1)         | Slowakei (4)         |
|      | Slowenien (2)               | Tschechien (1)        | Tschechien (1)       | Tschechien (1)       |
| 2014 | Polen (2)                   | Chinesisch Taipeh (1) | Ungarn (2)           | Belarus (1)          |
|      | USA-Region-1-Select (1)     | Serbien-U19 (1)       | Serbien-U19 (1)      |                      |
| 2015 | Costa Rica (1)              | Frankreich-B (2)      | Irland (1)           | Nordirland (2)       |
|      | Österreich (1)              | Rumänien (1)          | Wales (1)            | Wales (1)            |
| 2016 | Polen-U19 (1)               | Ungarn-B (1)          | USA-U23 (1)          | USA-U23 (1)          |
| 2017 | Keine Erstteilnehmer        | Keine Erstteilnehmer  | Keine Erstteilnehmer | Keine Erstteilnehmer |
| 2019 | Montenegro (1)              | Serbien (1)           | Ukraine (1)          | Ukraine (1)          |

## Die Turniere im Überblick
| Jahr         | Finale                | Finale                                | Finale                  | Spiel um Platz drei  | Spiel um Platz drei                   | Spiel um Platz drei             |
| Jahr         | Sieger                | Ergebnis                              | 2. Platz                | 3. Platz             | Ergebnis                              | 4. Platz                        |
| ------------ | --------------------- | ------------------------------------- | ----------------------- | -------------------- | ------------------------------------- | ------------------------------- |
| 2013 Details | Russland              | 0:0 (i. E. 4:3)                       | Tschechien              | Slowenien            | 1:1 (i. E. 6:5)                       | Bosnien und Herzegowina         |
| 2014 Details | Ungarn Chinese Taipei | Ligasystem (keine Platzierungsspiele) | Polen Belarus           | Kroatien Slowakei    | Ligasystem (keine Platzierungsspiele) | USA-Region-1-Select Serbien-U19 |
| 2015 Details | Polen                 | 2:0                                   | Slowakei                | Österreich           | 2:1                                   | Frankreich-B                    |
| 2016 Details | USA-U23 Ungarn-B      | Ligasystem (keine Platzierungsspiele) | Frankreich-B Slowakei   | Nordirland Slowenien | Ligasystem (keine Platzierungsspiele) | Kroatien Polen-U19              |
| 2017 Details | Slowakei              | 2:0                                   | Bosnien und Herzegowina | Frankreich-B         | 1:0                                   | Nordirland                      |
| 2018         | Nicht ausgetragen     | Nicht ausgetragen                     | Nicht ausgetragen       | Nicht ausgetragen    | Nicht ausgetragen                     | Nicht ausgetragen               |
| 2019 Details | Slowenien             | 2:0                                   | Serbien                 | Ukraine              | 1:0                                   | Bosnien und Herzegowina         |

## Ranglisten
| Rang | Land                    | Titel | Jahr(e) | 2. | 3. | 4. |
| ---- | ----------------------- | ----- | ------- | -- | -- | -- |
| 1    | Slowakei                | 1     | 2017    | 3* |    |    |
| 2    | Polen                   | 1     | 2015    | 1* |    |    |
| 3    | Slowenien               | 1     | 2019    |    | 2* |    |
| 4    | Russland                | 1     | 2013    |    |    |    |
|      | Ungarn                  | 1*    | 2014    |    |    |    |
|      | Chinesisch Taipeh       | 1*    | 2014    |    |    |    |
|      | Ungarn-B                | 1*    | 2016    |    |    |    |
|      | USA-U23                 | 1*    | 2016    |    |    |    |
| 9    | Frankreich-B            |       |         | 1* | 1  | 1  |
| 10   | Bosnien und Herzegowina |       |         | 1  |    | 2  |
| 11   | Serbien                 |       |         | 1  |    |    |
|      | Tschechien              |       |         | 1  |    |    |
| 13   | Kroatien                |       |         |    | 1* | 1* |
|      | Nordirland              |       |         |    | 1* | 1  |
|      | Belarus                 |       |         |    | 1* |    |
| 16   | Österreich              |       |         |    | 1  |    |
|      | Ukraine                 |       |         |    | 1  |    |
| 18   | Polen-U19               |       |         |    |    | 1* |
|      | Serbien-U19             |       |         |    |    | 1* |
|      | USA-Region-1-Select     |       |         |    |    | 1* |

| Rang | Konföderation | Titel | 2. | 3. | 4. |
| ---- | ------------- | ----- | -- | -- | -- |
| 1    | UEFA          | 6     | 8  | 8  | 7  |
| 2    | CONCACAF      | 1*    |    |    | 1* |
| 3    | AFC           | 1*    |    |    |    |
| 4    | CAF#          |       |    |    |    |
|      | CONMEBOL#     |       |    |    |    |
|      | OFC#          |       |    |    |    |

## Teilnehmerübersicht
| Mannschaft              | 2013 | 2014 | 2015 | 2016 | 2017 | 2019 |
| ----------------------- | ---- | ---- | ---- | ---- | ---- | ---- |
| Bosnien und Herzegowina | 4.   | –    | 11.  | –    | 2.   | 4.   |
| Costa Rica              | –    | –    | 10.  | –    | –    | –    |
| Frankreich-B            | –    | –    | 4.   | 2.   | 3.   | –    |
| Irland                  | –    | –    | 9.   | –    | –    | –    |
| Kroatien                | 5.   | 3.   | 6.   | 4.   | 5.   | 6.   |
| Montenegro              | –    | –    | –    | –    | –    | 5.   |
| Nordirland              | –    | –    | 12.  | 3.   | 4.   | –    |
| Österreich              | –    | –    | 3.   | –    | –    | –    |
| Polen                   | –    | 2.   | 1.   | –    | –    | –    |
| Polen-U19               | –    | –    | –    | 4.   | –    | –    |
| Chinesisch Taipeh       | –    | 1.   | –    | –    | 7.   | –    |
| Rumänien                | –    | –    | 8.   | –    | –    | –    |
| Russland                | 1.   | –    | –    | –    | –    | –    |
| Slowakei                | 6.   | 2.   | 2.   | 2.   | 1.   | –    |
| Slowenien               | 3.   | –    | –    | 3.   | 6.   | 1.   |
| Serbien                 | –    | –    | –    | –    | –    | 2.   |
| Serbien-U19             | –    | 4.   | –    | –    | –    | –    |
| Tschechien              | 2.   | –    | –    | –    | –    | –    |
| Ungarn                  | –    | 1.   | 7.   | –    | –    | –    |
| Ungarn-B                | –    | –    | –    | 1.   | 8.   | –    |
| USA-U23                 | –    | –    | –    | 1.   | –    | –    |
| USA-Region-1-Select     | –    | 4.   | –    | –    | –    | –    |
| Ukraine                 | –    | –    | –    | –    | –    | 3.   |
| Belarus                 | –    | 3.   | –    | –    | –    | –    |
| Wales                   | –    | –    | 5.   | –    | –    | –    |